# JPEG File Interchange Format
Das JPEG File Interchange Format (JFIF) ist ein 1991 von Eric Hamilton entwickeltes Grafikformat zur Speicherung von Bildern, die nach der JPEG-Norm komprimiert wurden. Als Dateinamenserweiterung wird meistens jpg, seltener jfif, jpeg oder jpe verwendet.
Die JPEG-Norm legt nur den Komprimierungsvorgang fest, nicht aber, wie die entstandenen Bilddaten abgelegt werden müssen, damit sie zwischen verschiedenen Computerprogrammen ausgetauscht werden können. Zum Beispiel legt JPEG nicht fest, welcher Farbraum benutzt werden soll. JFIF ist eine Methode, JPEG-Daten abzulegen; weitere Möglichkeiten sind das von der Joint Photographic Experts Group veröffentlichte Still Picture Interchange File Format (SPIFF) und JPEG Network Graphics. Gemeinhin bezeichnet „JPEG-Datei“ eine JFIF-Datei.
JFIF macht nur von einem kleinen Teil der von JPEG angebotenen Möglichkeiten Gebrauch: so ist als Farbmodell nur noch YCbCr und nicht mehr RGB zugelassen; zur Entropiekodierung ist nur Huffman-Kodierung erlaubt. Hinzugekommen sind einige Mechanismen zur Synchronisation und Resynchronisation bei Übertragungsfehlern.

## Dateiformat
Die Größe von JPEG-Bildern ist bei JFIF auf 65.535×65.535 Pixel beschränkt.
JFIF-Bilddateien werden durch einen SOI-Marker (englisch: Start Of Image, deutsch: Beginn des Bildes) FF D8 eingeleitet. Auf diesen Marker folgt das JFIF-Tag: FF E0 00 10 4A 46 49 46 00. Die Sequenz 4A 46 49 46 ist die ASCII-Repräsentation von „JFIF“. Gängige Bildprogramme können auch Dateien ohne JFIF-Tag verarbeiten.
Die JFIF-Dateien sind in Segmente (bei TIFF als Tag bezeichnet) unterteilt. Die Segmente sind generell in folgender Form aufgebaut: Ein FF xx s1 s2 leitet das Tag ein. FF ist ein hexadezimaler Wert und entspricht dezimal 255. Das xx bestimmt die Art des Tags. 256 · s1 + s2 gibt die Länge des Segmentes an. In den Segmenten können sich weitere Bilder verbergen, oft ein kleines Vorschaubild für die schnelle Vorschau. Einzelne Segmente können mehrfach vorkommen.
| FF xx | Symbol | Bezeichnung                                           |
| ----- | ------ | ----------------------------------------------------- |
| FF D8 | SOI    | Start Of Image                                        |
| FF E0 | APP0   | JFIF tag                                              |
| FF Cn | SOFn   | Start of Frame Marker, legt Art der Kompression fest: |
| FF C0 | SOF0   | Baseline DCT                                          |
| FF C1 | SOF1   | Extended sequential DCT                               |
| FF C2 | SOF2   | Progressive DCT                                       |
| FF C3 | SOF3   | Lossless (sequential)                                 |
| FF C4 | DHT    | Definition der Huffman-Tabellen                       |
| FF C5 | SOF5   | Differential sequential DCT                           |
| FF C6 | SOF6   | Differential progressive DCT                          |
| FF C7 | SOF7   | Differential lossless (sequential)                    |
| FF C8 | JPG    | reserviert für JPEG extensions                        |
| FF C9 | SOF9   | Extended sequential DCT                               |
| FF CA | SOF10  | Progressive DCT                                       |
| FF CB | SOF11  | Lossless (sequential)                                 |
| FF CD | SOF13  | Differential sequential DCT                           |
| FF CE | SOF14  | Differential progressive DCT                          |
| FF CF | SOF15  | Differential lossless (sequential)                    |
| FF CC | DAC    | Definition der arithmetischen Codierung               |
| FF DB | DQT    | Definition der Quantisierungstabellen                 |
| FF DD | DRI    | Define Restart Interval                               |
| FF E1 | APP1   | Exif-Daten                                            |
| FF EE | APP14  | Oft für Copyright-Einträge                            |
| FF En | APPn   | n=2..F allg. Zeiger                                   |
| FF FE | COM    | Kommentare                                            |
| FF DA | SOS    | Start of Scan                                         |
| FF D9 | EOI    | End of Image                                          |

Ein Beispiel für ein Copyright-Tag:
FF EE 00 26 'File written by ...'
Ein Beispiel für ein Kommentar-Tag:
FF FE s1 s2 'This photo shot is dated ...'
Aufbau einer JFIF-Datei:
| SOI-Segment          | FF D8                                |
| APP0-Segment         | FF E0 s1 s2 4A 46 49 46 00 v1 v2 ... |
| … weitere Segmente … |                                      |
| SOS-Segment          | FF DA                                |
| Data                 | Komprimierte Daten                   |
| EOI-Segment          | FF D9                                |

Die Längenangaben der Segmente enthalten auch den Platz für die Längenangaben selbst: Ein leeres Segment hat daher die Länge 2, da dies der Länge der Komponenten s1 und s2 selbst entspricht.
Auf das Start-of-Scan-(SOS)-Segment (Marker FF DA) folgen direkt die komprimierten Daten, bis zum Start des nächsten Segments, das durch den nächsten Marker angezeigt wird. Sollte innerhalb der Daten ein FF auftreten, so wird dies mit einer folgenden 00 (Null) markiert. Andere Werte zeigen das Auftreten eines neuen Segments bzw. Markers an.
Ausnahme: Folgt dem FF einer der Restart-Marker (D0 - D7) so setzen sich die Daten direkt dahinter weiter fort: FF DA ... daten ... FF D0 ... daten ...
Da einen Dekoder nur Daten zwischen einer Anfangsmarke und einer Endmarke interessieren, ist es auch möglich, Exif, IPTC-IIM-Standard-Informationen und sogar ganze XML- oder andere Dateien nach dem Datacontainer-Verfahren in der JFIF-Datei unterzubringen. Die Erweiterungen sind aber nicht JFIF-konform. Es wird empfohlen solche Dateien vor einer Veröffentlichung eines Bildes zu entfernen, wenn sie private Daten enthalten.

## Exif-Metadaten
In Bilddateien im JPEG-Format können auch Metadaten im Exif-Format abgespeichert werden; viele Digitalkameras speichern hier Informationen über Hersteller und Softwareversion ab. Lizenzdaten können ebenfalls gespeichert werden. Aufmerksamkeit erregte die Angewohnheit von einigen Bildaufnahme- (z. B. Software in Digitalkamera) und Bildbearbeitungsprogrammen, Vorschaubilder im Exif-Feld zu speichern, die bei einer Veränderung der Bilddatei nicht zwangsläufig angepasst werden; so können nicht zur Veröffentlichung bestimmte Teile der Bilddatei in niedriger Auflösung trotzdem an die Öffentlichkeit geraten.